# تئوفیل گوتیه
تئوفیل گوتیه (به فرانسوی: Théophile Gautier)، شاعر، رمان نویس و منتقد هنری فرانسوی قرن نوزدهم، متولد شهر تارب ( ۳۱ آگوست ۱۸۱۱) و مرگ در نوی-سور-سن (۲۳ اکتبر ۱۸۷۲ میلادی) است.

هرچند که گوتیه متولد تارب بود، اما از زمان بچگی، شهروند پاریس شد. در دانشگاه شارلمانی درس خواند و استعدادش در شعر، در ابتدای جوانی توسط نروال شناخته شد. او در سال ۱۸۲۹، ویکتور هوگو را ملاقات کرد، هوگویی که از قبل می‌شناخت. به واسطهٔ اربابی و مشارکت فعال اش در جنبش رمانتیک، در نبرد ارنانی، در ۲۵ فِوریه ۱۸۳۰ شرکت کرد که در ۱۸۳۳، در جوان های فرانسوی با خوشمزگی از این دوران یاد می‌کند.
اعتقاد او به جاودانگی هنر بر خلاف گذرا بودن همه‌چیز و تلاش وی برای دستیابی به این مقصود باعث می‌شود که وی دشواری بیان را ترویج و مکتب «هنر برای هنر» را برقرار سازد.

## آثار
- مجموعه اشعار (۱۸۳۰)
- آلبرتوس (شعر ۱۸۳۲)
- کمدی مرگ (شعر ۱۸۳۸)
- مادموازل دوموپن {دخترخانم موپن} (رمان ۳۶-۱۸۳۵)
- پای مومیائی (۱۸۴۰)
- سفر به اسپانیا (۱۸۴۳)
- اسپانیا (شعر ۱۸۴۵)
- قسطنطنیه (۱۸۵۳)
- داستان مومیایی (۱۸۵۸)
- کاپیتان فراکاس (رمان ۱۸۶۳)
- سفر به روسیه (۱۸۶۶)
- تاریخ هنر دراماتیک
- تاریخ رمانتیسم
- یک مومیائی
- سنگ‌های نقش دار
- شب کلئوپاترا
- زره پولادین
- سفر به ایتالیا
- میناها و نگین‌های منقوش
- هنرهای زیبا در اروپا
- تاریخچه رمانتیسم
- له تروسک
- تاریخچه هنر نمایش در بیست و پنج سال گذشته